# Modularitet
 "Modul" omdirigeres hertil. For andre betydninger af Modul, se Modul (flertydig).
I store træk er modularitet den grad, i hvilken et systems komponenter kan adskilles og rekombineres, ofte med fordel af fleksibilitet og variation i brugen. Systemer der besidder modularitet og systemer der udgøres af moduler, er modulære.
Begrebet modularitet bruges primært til at reducere kompleksitet ved at opdele et system i forskellige grader af indbyrdes afhængighed og uafhængighed på tværs og "skjule kompleksiteten af hver del bag en abstraktion og grænseflade".
Begrebet modularitet kan dog udvides til flere discipliner, hver med deres egne nuancer. På trods af disse nuancer kan konsekvente temaer vedrørende modulære systemer identificeres.
Eksempler:
- Modulopbygget reolsystem - antallet og placering af fx hylder og skabe kan ændres. Der kan være mulighed for flere sektioner.
- Et køkken kan mere eller mindre være modulopbygget; skabsmoduler, skuffemoduler kan være lavet i samme dimensioner.
- Lego - legetøjet lego består af små modulære klodser, som kan sammensætte og afskilles.
- Meccano - legetøjet Meccano består af bl.a. metalstænger, metalplader, metalvinkler, hjul, tandhjul, gear, som kan sammensætte og adskilles.
- Et modulanlæg er en modeljernbane sammensat af moduler.